# Костянтин V
Костянтин V Копронім (грец. Κωνσταντίνος Ε′, 718 — 14 вересня 775 року) — імператор Візантії з 741 до 775 року. Син імператора Лева III та Марії (можливо з династії Дуло).

## Біографія
Після смерті батька Лева III у травні 741 року Костянтин став імператором. Він був талановитим полководцем. Зібрав військо і виступив у похід проти арабів, які вже зайняли багато території імперії. Тоді Артабаст, камердинер його батька, заявив, що Костянтин вбитий, і посів трон. У 743 році Костянтин розбив військо Артабаста і відвоював Константинополь. Артабаса осліпили.
Костянтин V як талановитий полководець реорганізовує армію та відвойовує у 746 завойовані арабами території. Після переможних воєн проти болгар у 755 та 756 роках, досягає з ними миру, й бере запорукою миру дітей болгарського хана у Константинополь.
Досі має славу нещадного іконоборця, який переслідував і стратив багатьох ченців. Проте цей образ більше ґрунтується на джерелах шанувальників ікон, що пізніше перемогли.
У 763 та 774 роках знову відбулися війни з болгарами, в яких перемагає Костянтин. У той же час виступає проти слов'ян, які тоді поселилися на території Греції. Перемагає їх і частину переселяє до Малої Азії.
754 року скликав у Константинополі собор, відомий як Іконоборський, на якому використання ікон оголошено єрессю.
Костянтин був одружений із хозарською принцесою, що сприяло зв'язкам двох держав. Його дружина Ірина Хозарська народила сина, пізнішого імператора Лева IV. Після її смерті Костянтин одружувався ще двічі — з Марією та Євдокією, мав з ними п'ять синів і дочку.
Помер Костянтин V у поході проти болгар 14 вересня 775 року. У ІХ столітті його рештки ексгумували та спалили.